# 立川平
立川 平（たつかわ おさむ、1891年（明治24年）9月12日 - 1978年（昭和53年）11月9日）は、大正から昭和期の弁護士、実業家、政治家。衆議院議員。

## 経歴
長野県北佐久郡岩村田町（浅間町を経て現佐久市岩村田）で、弁護士、政治家立川雲平の長男として生まれる。1898年（明治31年）家督を相続した。第二高等学校を経て、1916年（大正5年）11月、文官高等試験行政科試験に合格し、1917年（大正6年）3月、東京帝国大学法科大学法律学科（独法）を卒業した。
司法官試補となるが、大阪田中商事 (株) に転じ、さらに十五銀行に移った。大阪地方裁判所勤務を経て、1922年（大正11年）神戸市で弁護士を開業した。実業界では、飼料配給取締役、日本高周波重工業常任監査役、帝国畜産会副会頭、養鶏組合中央会副会頭、協同麻袋社長などを務めた。
政界では、兵庫県会議員に津名郡選挙区より選出され、同副議長も務めた。1932年（昭和7年）2月、第18回衆議院議員総選挙に兵庫県第2区から立憲政友会公認で出馬して初当選。その後、第20回総選挙まで再選され、翼賛議員同盟に所属し衆議院議員に連続3期在任した。

## 国政選挙歴
- 第18回衆議院議員総選挙（兵庫県第2区、1932年2月、立憲政友会公認）当選[8]
- 第19回衆議院議員総選挙（兵庫県第2区、1936年2月、立憲政友会公認）当選[9]
- 第20回衆議院議員総選挙（兵庫県第2区、1937年4月、立憲政友会公認）当選[10]
- 第21回衆議院議員総選挙（兵庫県第2区、1942年4月、非推薦）落選[11]
- 第22回衆議院議員総選挙（兵庫県第1区、1946年4月、日本自由党公認）次点落選[12]